# Euastrum dubium
Euastrum dubium là một loài Song tinh tảo trong họ Desmidiaceae, thuộc chi Euastrum.